# Божер (приход)
Божер или Боссир (англ. Bossier Parish, фр. Paroisse de Bossier — Босье́) — приход штата Луизиана, США. Официально образован в 1843 году. По состоянию на 2010 год, численность населения составляла 116 979 человек.

## География
По данным Бюро переписи США, общая площадь прихода равняется 2 245,532 км2, из которых 2 175,602 км2 — суша, и 69,930 км2, или 3,100 %, — это водоёмы.

## Население
По данным переписи населения 2010 года на территории прихода проживает 116 979 жителей в составе 62 000 домашних хозяйств и 37 500 семей. Плотность населения составляет 45,00 человек на км2. На территории прихода насчитывается 49 000 жилых строений, при плотности застройки около 19,00-ти строений на км2. Расовый состав населения: белые — 70,66 %, афроамериканцы — 18,52 %, коренные американцы (индейцы) — 0,82 %, азиаты — 2,18 %, гавайцы — 0,18 %, представители других рас — 1,00 %, представители двух или более рас — 1,65 %. Испаноязычные составляли 8,15 % населения независимо от расы.
В составе 36,90 % из общего числа домашних хозяйств проживают дети в возрасте до 18 лет, 54,60 % домашних хозяйств представляют собой супружеские пары, проживающие вместе, 14,10 % домашних хозяйств представляют собой одиноких женщин без супруга, 27,30 % домашних хозяйств не имеют отношения к семьям, 22,90 % домашних хозяйств состоят из одного человека, 7,80 % домашних хозяйств состоят из престарелых (65 лет и старше), проживающих в одиночестве. Средний размер домашнего хозяйства составляет 2,63 человека, и средний размер семьи 3,09 человека.
Возрастной состав прихода: 28,00 % моложе 18 лет, 9,70 % от 18 до 24, 30,50 % от 25 до 44, 21,30 % от 45 до 64 и 21,30 % от 65 и старше. Средний возраст жителя прихода 34 лет. На каждые 100 женщин приходится 96,10 мужчин. На каждые 100 женщин старше 18 лет приходится 92,80 мужчин.
Средний доход на домохозяйство прихода составлял 39 203 USD, на семью — 45 542 USD. Среднестатистический заработок мужчины был 32 305 USD против 23 287 USD для женщины. Доход на душу населения составлял 18 119 USD. Около 10,60 % семей и 13,70 % общего населения находились ниже черты бедности, в том числе — 19,00 % молодежи (тех, кому ещё не исполнилось 18 лет) и 12,50 % тех, кому было уже больше 65 лет.